# Dettaer Zeitung
Die Dettaer Zeitung war eine deutschsprachige Wochenzeitung, die von 1881 bis 1939 in der Banater Stadt Detta (rum. Deta) in der Habsburgermonarchie im Königreich Ungarn und später im Königreich Rumänien erschienen ist. Die Zeitung berichtete zum politischen sowie zum Lokalgeschehen und bot überdies ein Feuilleton sowie einen wirtschaftlichen Schwerpunkt mit Nachrichten zu Handel und Gewerbe.

## Chefredakteure
Schriftleitung:
- M. Million
- Julius Fackler (ab 23. Juli 1882)
- F. Kaurek (ab 6. Jan. 1889)
- Adolf Singer (ab 12. Okt. 1890)
- Jakob Roos (ab 30. Nov. 1890)
- János Károly Dankó (ab 7. Dez. 1890)
- Julius Winkle (ab 5. Nov. 1893)
- Jenő Binder (ab 7. Jan. 1894)
- Jenő Binder, Bernhard Dreschler (ab 1. Jan. 1899)
- Bernhard Dreschler (ab Juni 1901)
- László Tringl (ab 3. März 1912)